# Groffliers
Groffliers är en kommun i departementet Pas-de-Calais i regionen Hauts-de-France i norra Frankrike. Kommunen ligger i kantonen Berck som tillhör arrondissementet Montreuil. År 2022 hade Groffliers 1 478 invånare.

## Befolkningsutveckling
Antalet invånare i kommunen Groffliers
| Referens: INSEE |